# 裕容齡
裕容齡（1882年—1973年1月16日），又被称为壽山郡主、山壽郡主:26，漢軍正白旗人，中國舞蹈家，年少時接觸近代日本與西方文化，對於西洋舞蹈尤為愛好，對中國劇曲藝術頗為研究，善於相容並敘，創作出中國傳統風格的舞蹈作品。
由於曾飾演《玫瑰與蝴蝶》中的蝴蝶仙子，而聲名大噪，因此「蝴蝶舞后」之名不脛而走。
裕容齡特殊的家庭環境和個人條件，成為傳播西方舞蹈文化的使者，而她表演的這些舞蹈在中國近代舞蹈史上具有開拓性的地位。

## 生平

### 早年生涯
容齡出生光緒八年（1882年），漢軍正白旗人，其父裕庚是清朝的官員，家族本姓徐，以随名姓的方式称裕容齡。
14歲時，由於父親出任清朝駐日本公使，她也跟隨父親到日本。在日期間，學習音樂、外交禮節、美術插花還有古典歌舞，不過她對於舞蹈特別感到有興趣，父母於是讓她進行正規的舞蹈訓練。
18歲時，父親改任清朝駐法國公使，容齡與一家人，前往當時歐洲文化藝術中心—法國巴黎。由於這時的容齡已是青年女子，她也跟著父母出席各種社交場合。在這樣的環境之下，她與姊姊裕德齡認識不少法國貴族和上流社會人士，也因而受到歐洲文學、音樂、繪畫、雕塑的薰陶。
在一次偶然的機會，容齡與姊姊出席美國舞蹈家伊莎朵拉·鄧肯的演出，她對於這次的演出難以忘懷，年少就特別鍾情於舞蹈的容齡，於是鼓起勇氣找鄧肯，表明想要學習舞蹈，鄧肯見到她有舞蹈天賦，乃同意收她為徒。

### 舞蹈生涯

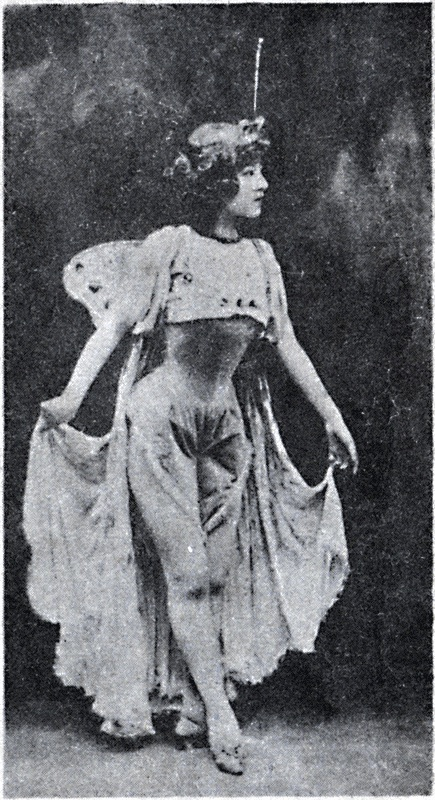
容齡在《玫瑰與蝴蝶》中飾蝴蝶

在鄧肯的執教下，容齡的舞蹈技術有了很大的進步。同時，鄧肯要求個性解放、追求自由的思想也對她產生深遠的影響。之後，容齡接受鄧肯的邀請，參與舞臺劇的公演，飾演希臘神話芭蕾劇中的一些角色，但是沒有想到受到父母的強烈反對。父親認為這是敗壞風氣、有辱家門。不過，容齡始終堅持到底，父母只好默許她參與公演，還同意她進入法國國立歌劇院接受正規的芭蕾舞訓練。後來，容齡又進入巴黎音樂舞蹈院繼續深造。
20歲時，容齡學有所成，在巴黎公開演出《玫瑰與蝴蝶》、《希臘舞》、《奧菲利亞》、《水仙女》、《西班牙舞》等等舞臺劇，在歐洲舞壇頗受佳評。

### 宮廷生涯

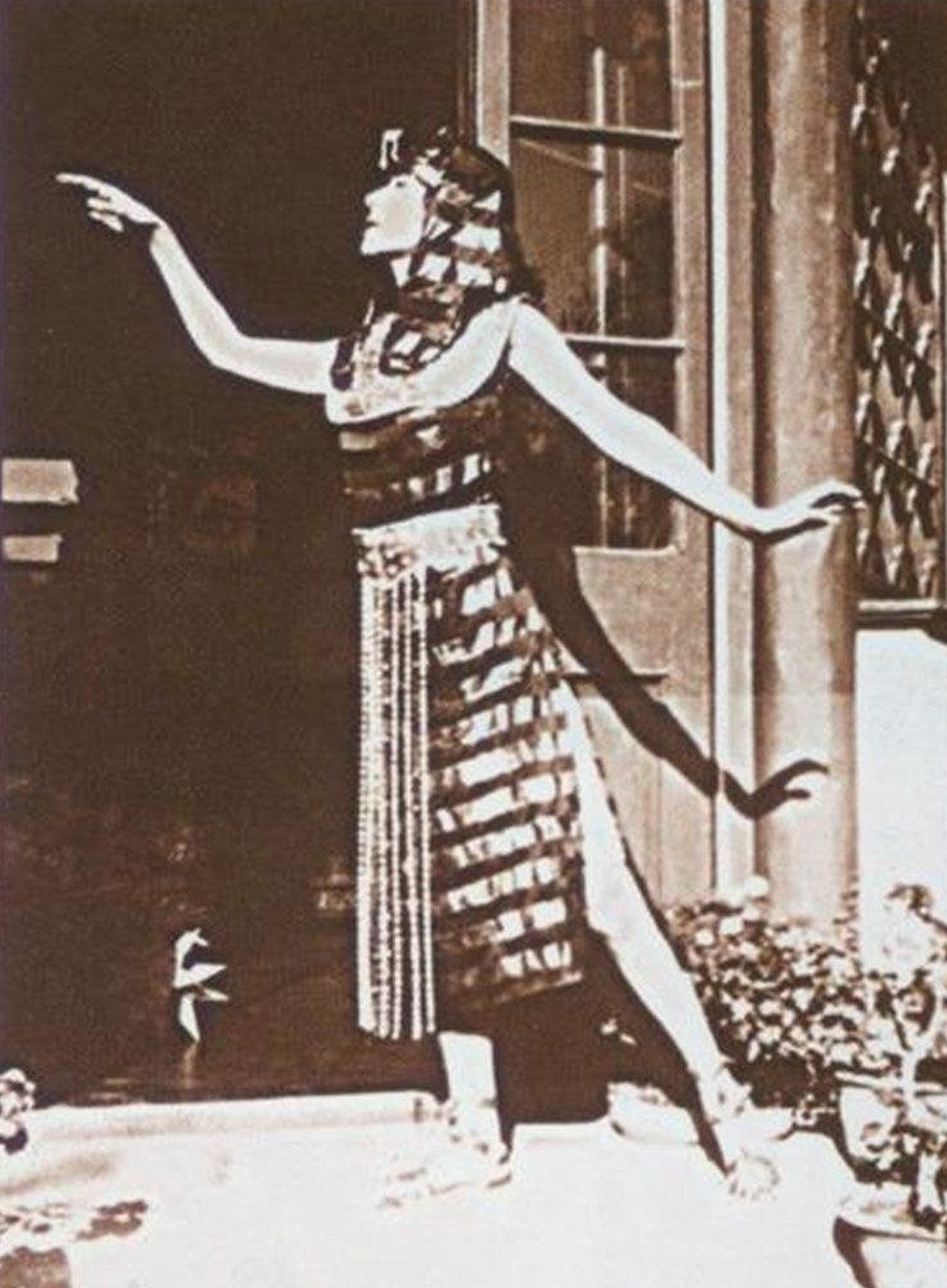
容齡在頤和園穿著古埃及風服裝表演希臘舞

1903年，由於父親駐法公使任期已滿，容齡隨著父親回到中國，擁有旅歐背景的她，與姊姊德齡很快被推薦入宮，擔任慈禧太后的御前女官與翻譯，入宮之前，她認真學習宮中的繁文縟節，並且識諳在心，入宮之後，鮮少出錯，也陪伴慈禧太后接待外國使宮夫人，擔任英語和法語翻譯。久而久之，容齡便得到慈禧太后的寵信，她便順勢請求淮許自己在宮内排練舞蹈。
此後的三年，為容齡一生舞蹈創作最豐富、表演最頻繁的時期。她創作表演有《劍舞》、《扇子舞》、《菩薩舞》、《荷花仙子舞》、《如意舞》等幾個知名的宮廷舞蹈作品，這些作品為中國傳統形式的舞蹈作品，靈感源自於中國民間舞蹈和劇曲藝術。此外，容齡也表演自己學過的西方舞蹈，如《西班牙舞》和《希臘舞》等等，這些表演也受到慈禧太后和宮廷人員的喜愛。
日后有作者称容龄受封为寿山郡主，秦瘦鷗称山寿郡主。姐姐德龄同样受封为郡主。清史专家朱家溍认为按照清朝制度，德龄、容龄姐妹并无资格受封郡主:26。

### 婚後與晚年生涯
光緒三十三年（1907年），裕容齡、德齡因貪汙被逐出紫禁城，到上海照顧生病的父親。1912年，裕容齡和一樣有著留法經歷的御前馬官唐寶潮結婚，唐是北洋政府國務總理唐紹儀的侄子。北洋政府時期，裕容齡任女禮官，熱心公益，賑災籌款，積極參加義演，夫婦倆在社交界非常活躍。
裕容齡和丈夫唐寶潮沒有生育子女，一直共同生活在北京。直到唐寶潮病逝多年後，年近八十的裕容齡還向親近的友人提起她的丈夫是清宮裡的御前馬官，上馬下馬的姿態尤其瀟灑，第一次見他便非常傾慕，此後更不顧旗民不结亲的祖制嫁給他。
1949年，中華人民共和國成立後，裕容齡被聘為國務院文史館館員，並經常出入西方和東歐各國的大使館，教授俄文、法文、義大利文和英文，也教鋼琴和舞蹈。1957年，容齡出版了《清宮瑣記》一書，但是不久就因此而受到批判。文化大革命期間，由於她是滿清皇族遺老，以及留法學習舞蹈與表演，回來後又活躍於外國人使館圈子的相關經歷，遭到紅衞兵批鬥，並因而摔斷了雙腿。
晚年她與保姆住在小平房中，面對慕名而來的陌生訪客，還能侃談英、法二語的特徵，且隨口朗誦了白朗寧（E. B. Browning）的詩作。1973年1月16日，裕容齡因肺部感染病逝於北京大學醫院，享年91歲。

## 評價與影響
容齡的中國風格舞蹈作品，來源於中國的民間舞與京劇舞蹈。每逢節慶，都有京劇名角到宮中演出。正月十五一向是“皇帝與民間同樂”的日子，故常有民間歌舞雜技等（這種表演隊伍叫“走會”或“花會”）人宮表演，“走會”中有許多民間舞節目如《秧歌》、《旱船》、《小車》、《高蹺》和《刪幣子舞》等。
裕容齡在創作民間舞蹈和京劇舞蹈作品，有職業舞蹈者那種特有的敏感性和強烈的吸取精神，在她創作表演的《扇子舞》中，主要吸收了民間扇舞（也可能融人了她早年在日本學習《鶴龜舞》的某些因素）。她本是旗人，但表演《扇舞》卻穿戴著典型的漢裝。因為《扇舞》是漢族的傳統舞蹈，便可見到她忠實于民族傳統舞蹈藝術的思想脈絡。
容齡在中國的舞蹈表演，使中國民眾見識到西方舞蹈藝術，並產生好感，西方舞蹈陸續傳入中國後，在二十世紀曾風靡一時。
中國藝術教育家劉恒嶽介紹說：“裕容齡不僅是中國學習西方舞蹈的第一人，也是挖掘整理戲曲舞蹈元素，將中國古典舞向西方傳播的第一人。2012年五月，中國各地舞蹈史學家將齊聚天津，再次舉行‘裕容齡舞蹈藝術論壇’，紀念裕容齡誕辰130周年。”。

## 家庭
大哥名號不詳，《清代野記·卷下》稱奎齡；二哥 勛齡；三姐：德齡；四哥：馨齡

## 著作
- （英文原著，標題直譯：「香妃：乾隆帝之羅曼史」）
- 《清宮瑣記》，北京出版社，1957

## 影視作品
| 演員   | 影視作品     | 角色   |
| 孫逸飛 | 《德齡公主》 | 裕容齡 |

## 註腳
1. ↑  Witchard, Anne. . modernismmodernity.org. 2019-10-15  [2022-02-03]. （原始内容存档于2022-02-02） （英语）.
2. 1 2  Madame Dan Pao Tchao, née Princess Shou Shan.  (Second Edition). Peiping: The Yu Lien Press. 1934 [1930]  [2022-02-03]. （原始内容存档于2022-02-04） （英语）.
3. 1 2  朱家溍. . 故宫博物院院刊 (北京市: 故宫博物院). 1982, (1982年04期，总18期): 25—43  [2023-04-14]. ISSN 0452-7402. （原始内容存档于2023-04-18） （简体中文）.
4. 1 2 3 4 5 6 7  童超. . . 2010: 220-221頁.
5. 1 2 3  童超. . . 2010: 221-222頁.
6. ↑  .   [2016-05-16]. （原始内容存档于2016-06-05）.
7. 1 2  .   [2016-05-16]. （原始内容存档于2016-06-10）.
8. ↑  . 青島日報.   [2012-09-07]. （原始内容存档于2007-01-25） （中文（简体））.
9. 1 2  .   [2016-05-16]. （原始内容存档于2017-03-05）.
10. ↑  .   [2016-05-16]. （原始内容存档于2016-06-11）.
11. ↑  . 大紀元.   [2012-09-07]. （原始内容存档于2013-10-25） （中文（繁體））.
12. 1 2  . 河北舞蹈網.   [2012-09-07] （中文（简体））.[永久]
13. ↑  童超. . . 2010: 222-223頁.
14. ↑  . 新华网.   [2012-09-07]. （原始内容存档于2015-12-08） （中文（简体））.